# Yuthok Phuntsok Palden
Yuthok Phuntsok Palden aussi écrit Yutog Püntsog Pälden, tibétain : གཡུ་ཐོག་ཕུན་ཚོགས་དཔལ་ལྡན, Wylie : g.yu thog phun tshogs dpal ldan (1860-1910), est un homme politique tibétain, ministre (kalon) du gouvernement tibétain

## Famille
Marié à Shudkhudpa (Goshis Peling) Tsering Yudon, ils ont eu un fils, Yuthok Tashi Dhondup,.

## Biographie
Yuthok Phuntsok Palden a exercé diverses fonctions en tant que Tsechag avant d'être nommé kalon fin 1903. Il a joué un rôle de premier plan lors de l'expédition militaire britannique au Tibet. Il est d'abord envoyé pour persuader la mission de ne pas avancer plus loin, il a des entretiens infructueux avec le colonel Francis Younghusband à Nangkartsé le 20 juillet 1904 et les jours suivant. Deux mois plus tard, il est l'un des principaux négociateurs du traité de Lhassa. Il était donc particulièrement indiqué dans la tâche délicate d’appliquer le traité ses termes ; à cette fin, après le retrait des troupes britanniques, le gouvernement tibétain l'envoya ouvrir le centre de commerce de Gyantsé en tant que commissaire spécial. En conséquence, il eut des difficultés avec les Chinois. L'amban junior Chang Yintang l'a accusé de corruption, l'a démis de ses fonctions et soumis à une enquête. Il semble qu'en 1910, il se soit enfui en Inde, accompagnant du 13e dalaï-lama et y est décédé peu de temps après.